# Tongling

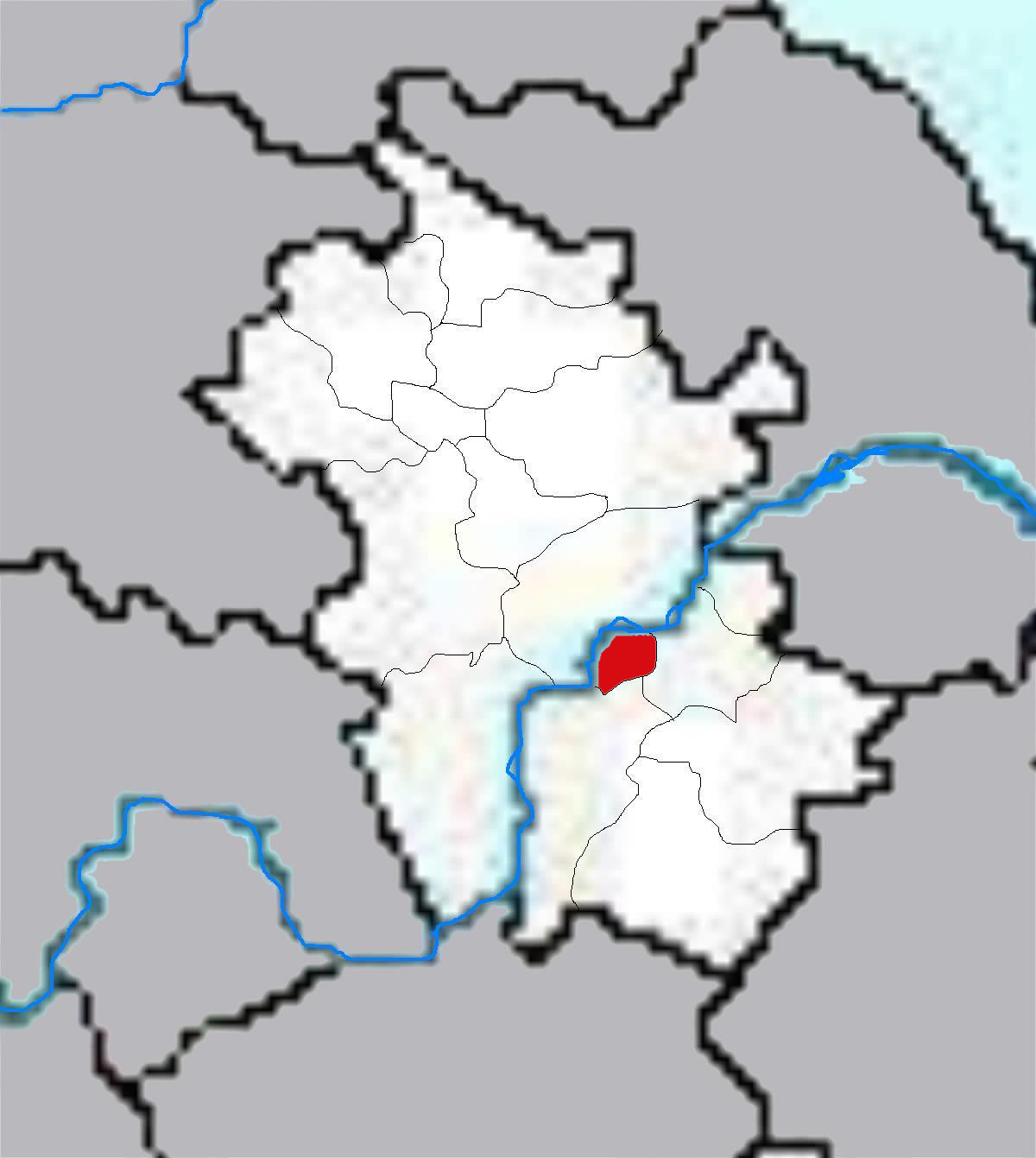
Lage Tonglings in Anhui

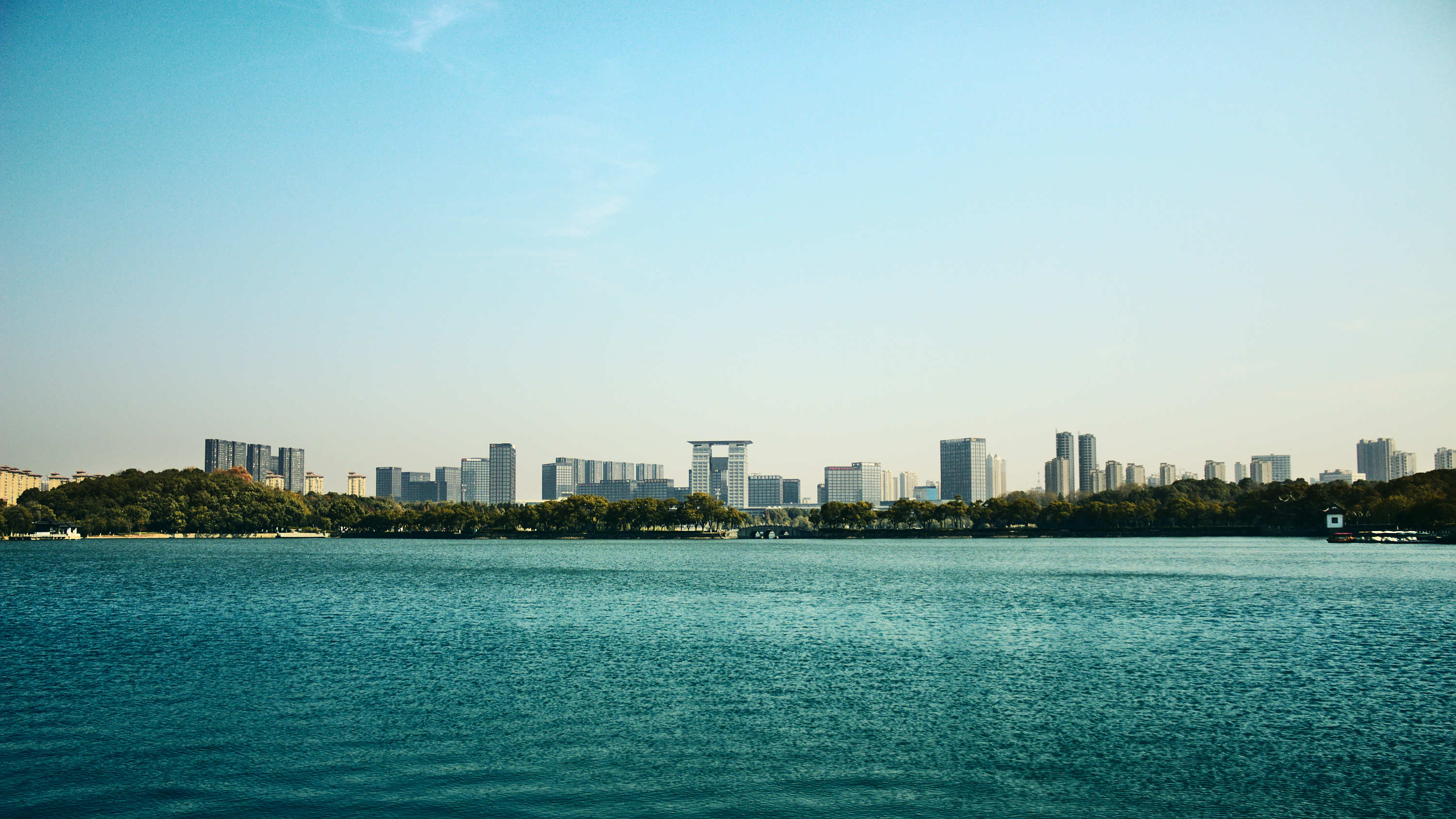
Stadtzentrum von Tongling

Tongling (chinesisch 铜陵市, Pinyin Tónglíng Shì) ist eine bezirksfreie Industriestadt mit 1.629.100 Einwohnern (Stand: Ende 2018) in der Provinz Anhui der Volksrepublik China. In dem eigentlichen städtischen Siedlungsgebiet leben 526.261 Personen (Zensus 2010). Sie hat eine Fläche von 1.490 km².
Die Stadt liegt am südöstlichen Ufer des Jangtsekiang am Fuß der Anhui-Berge, rund 350 km westlich von Shanghai und 120 km südlich von Hefei.

## Administrative Gliederung
Auf Kreisebene setzt sich Tongling aus drei Stadtbezirken und einem Kreis zusammen. Diese sind (Stand: Ende 2018):
- Stadtbezirk Tongguan (铜官区), 140,4 km², 407.000 Einwohner;
- Stadtbezirk Yi’an (义安区), 847,6 km², 269.000 Einwohner;
- Stadtbezirk Jiao („Vorstadt“; Jiaoqu 郊区), 501,9 km², 239.000 Einwohner;
- Kreis Zongyang (枞阳县), 1493 km², 714.000 Einwohner, Hauptort: Großgemeinde Zongyang (枞阳镇).

## Geschichte
Die Anfänge Tonglings gehen bis zum Beginn der Han-Dynastie vor 1500 Jahren zurück. Wegen seiner Kupfer- und Zinnvorkommen wurde es früh ein wichtiges Wirtschaftszentrum für die Produktion von Bronze. Die Bedeutung der Stadt für Wirtschaft und Handel wuchs ständig bis in die Epoche der Ming- (1368–1644) und der Qing- (1644–1911) Dynastien, während der Japanischen Besetzung zwischen 1938 und 1945 und besonders unter der Kommunistischen Regierung seit 1949.

## Wirtschaft und Industrie
Reichtum und wirtschaftliche Bedeutung der Stadt beruhen auf ihren bedeutenden Erzvorkommen, insbesondere den Kupferminen sowie der metallverarbeitenden Industrie. Abgebaut werden in den Minen der Umgebung: Eisen, Kohle, Gold, Silber und Zinn dazu noch mehr als 20 seltene Mineralien wie Nickel, Cadmium, Gallium, Molybdän, Germanium und Selen. Andere bedeutende Industriezweige sind Chemie- und Bauindustrie, Elektronik, Maschinenbau und Nahrungsmittelindustrie.
Ebenso bedeutend wie die Industrie ist die landwirtschaftliche Produktion im benachbarten Umland. Produziert und verarbeitet werden Reis, Weizen, Baumwolle, Bohnen, Knoblauch, Kräuter für die Pharmazie und Ingwer. Der Fischreichtum des Chang Jang ist Grundlage für den Fischfang und die fischverarbeitende Industrie.
1995 wurde in Tongling eine Hängebrücke über den Jangtsekiang gebaut, die mit ihrer Länge von 2,6 km die drittgrößte ihrer Art in der Welt ist.

## Naturschutz
Der Jangtsekiang ist eins der letzten Rückzugsgebiete für den Fluss-Delphin (lat. Lipotes vexillifer, chines. Baiji), eins der seltensten Säugetiere der Welt. Bei Tongling sind im Tongling-See und Shishou Oxbow-See zwei Reservate eingerichtet worden, in welche die wenigen noch im Fluss lebenden Delphine übergesiedelt worden sind.

## Städtepartnerschaft

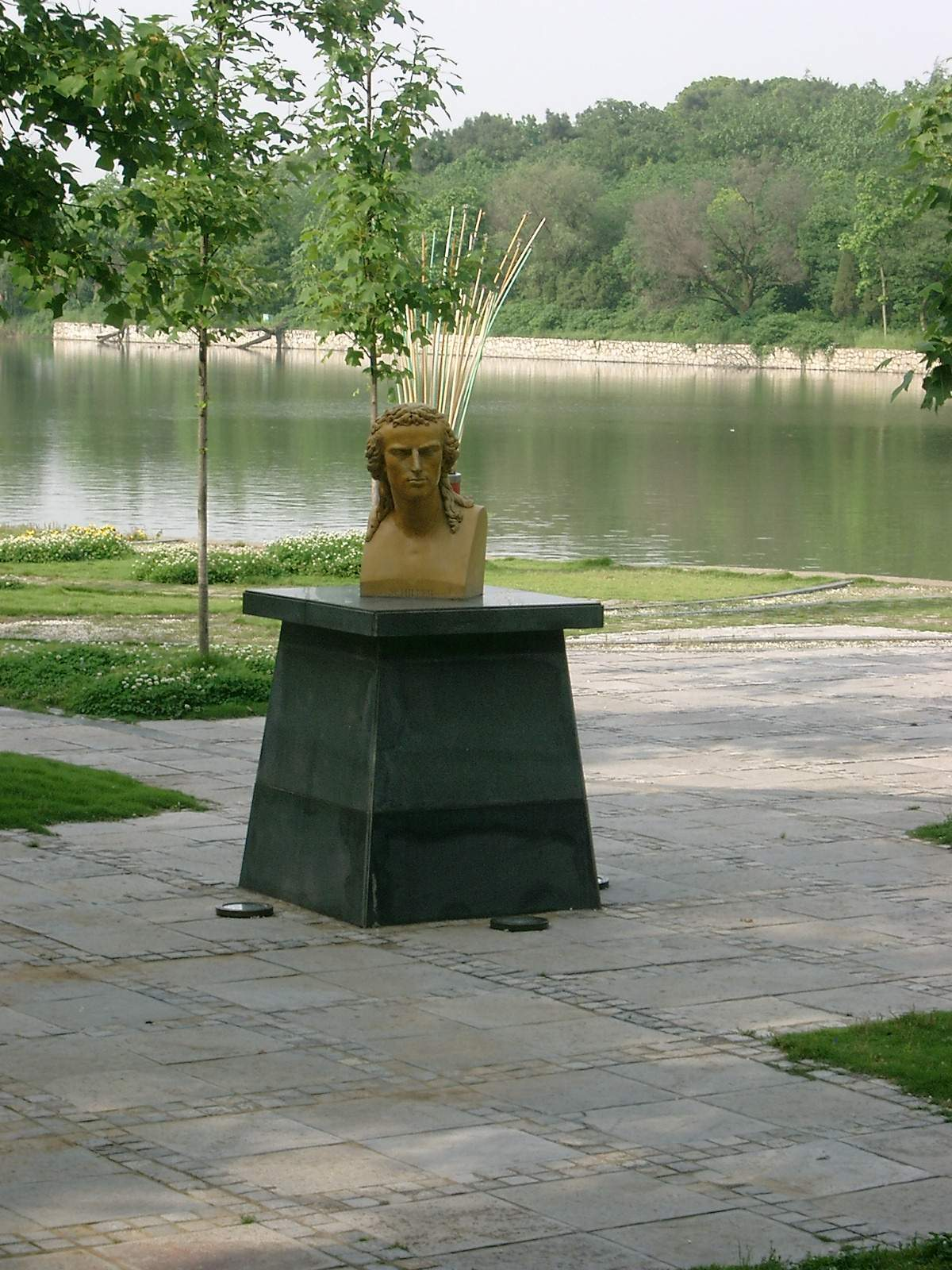
Schiller-Büste in Tongling

Es besteht eine Städtepartnerschaft zwischen Tongling und Marbach am Neckar. Zu Ehren dieser Verbindung steht im örtlichen Tianjinhu-Park unweit des Rathauses eine Schiller-Büste.

## Persönlichkeiten
- Zhong Tao (* 2002), Stabhochspringer